# Olivier Costa de Beauregard
Pour les articles homonymes, voir Famille Costa de Beauregard, Costa et Beauregard.
Olivier Costa de Beauregard (6 novembre 1911 à Paris - 5 février 2007 à Poitiers) est un physicien français. Il a d'abord été ingénieur de recherche à la Société nationale de constructions aéronautiques du Sud-Est (SNCASE). À sa démobilisation, en 1940, il entre au CNRS, dans la section de physique théorique. Sa thèse de doctorat, soutenue en 1943, porte sur la théorie de l'électron de Dirac. En 1971, il est nommé directeur de recherche au CNRS. Il a fait partie de l'équipe de Louis de Broglie et a consacré ses recherches à différents aspects des théories de la relativité et de la mécanique quantique.

## Biographie
Il est issu de la famille Costa de Beauregard, très ancienne famille noble, d'origine génoise puis savoyarde.
Dès la rédaction de sa thèse, il a réfléchi sur le problème ardu des relations entre les deux grandes théories — la relativité, et la mécanique quantique. Il publie de nombreux articles sur l'effet inertiel de spin, qui sera mis en évidence par l'expérience de Christian Imbert à l'Institut d'optique. À partir des années 1970, en relation avec Bernard d'Espagnat, Bell et Shimony (en), il suggère à Christain Imbert, jeune professeur à l'Institut d'Optique, de proposer à Alain Aspect de faire une expérience de test des inégalités de Bell, afin de résoudre le conflit entre les expériences de Berkeley (Clauser et Freedman) et celles d'Harvard (Holt et Pipkin). Après la décision d'Aspect de faire une expérience différente, avec polariseurs variables (expérience d'Aspect), il propose une interprétation des prédictions quantiques alternative à celle de non-localité énoncée par Bernard d'Espagnat.
Pour Costa de Beauregard, les phénomènes parapsychologiques, tels que la psychokinèse, la télépathie et la précognition trouvent leur explication dans son principe de la causalité rétrograde, le seul permettant, d'après lui, de penser le paradoxe EPR et de rendre compte des diverses variantes de l'expérience d'Aspect. Il a révélé en privé les implications parapsychologiques de la causalité rétrograde en physique quantique en 1951 à Princeton et a graduellement dévoilé ses opinions sur le sujet, jusqu'au Colloque de Cordoue, où il figurait, avec Josephson, Bohm et Capra, parmi les quelques physiciens qui estimaient que les phénomènes parapsychologiques existaient et ne contredisaient pas la physique. Quand il s’est avisé d’une analogie possible entre la psychokinèse et les états corrélés en mécanique quantique, il a essayé de prouver qu’elle en était une réalisation expérimentale, et s’est lancé sans succès, avec son habituel enthousiasme, dans la vérification expérimentale de la parapsychologie. Il fut un des membres de la Fondation Odier de psycho-physique.
Il a proposé une explication partielle, pour supporter l'hypothèse des transmutations biologiques à faible énergie, basée sur les réactions protons-neutrinos, à l'instigation de Corentin Louis Kervran, qui sera titulaire du prix parodique Ig Nobel en 1993 pour ses idées en marge de la science.
Il a fait partie avec Jacques Vallée et Rémy Chauvin du "Collège invisible" qui se proposait d'étudier certains aspects "maudits" ou méprisés des sciences.

## Hypothèse de causalité rétrograde
Olivier Costa a proposé le principe d’une causalité rétrograde, et y greffe la correspondance avec la psychokinèse, en se basant sur les éléments suivants :
- en mécanique statistique, le calcul de probabilités exprime à la fois une connaissance incomplète de l'état mesuré d'une particule et un contrôle imparfait de la fonction d'onde sur l'état initial de la particule[6] ;

- tous les phénomènes de la physique fondamentale sont symétriques entre avenir et passé, au niveau élémentaire. Cette symétrie serait « certainement » un phénomène élémentaire[2] ;

- la formule d'inversion de Bayes suggérerait l'existence d'une réciprocité statistique des causes et conséquences que Costa exprime comme une réciprocité psychokinèse-acquisition de connaissance. « Que l'une paraisse normale et l'autre paranormale ne serait qu'une question de point de vue, mais non une loi de la physique[7]. » Mais, dans le contexte usuel, la cause efficiente est beaucoup plus manifeste que la cause finale d’Aristote[6] ;

- entre deux événements présents distants L et N il n’y aurait pas de liaison directe, mais une influence de L vers le passé commun aux deux, puis vers l'état présent de N[2] ;

- c'est cette thèse qu'il a soutenue et développée de plus en plus jusqu'en 1974. Il a alors exprimé ses idées au Boston Collegium for the Philosophy of Science. Un physicien américain lui aurait dit : « Si vous aviez dit cela, il y a seulement cinq ans, on vous aurait jeté dehors. Aujourd’hui vu la gravité du paradoxe, on vous a écouté attentivement. »[2] ;

- un système préparé dans l’état <ϕ| puis mesuré dans l’état |φ> n’est ni dans l’un ni dans l’autre « état », mais dans une superposition interférentielle <ϕ|φ>. Ainsi, au moment de la mesure, il y aurait une modification de la réalisation, que Costa exprime comme une rétro-psychokinèse à la réactualisation de la connaissance, comme Eugene Wigner le propose explicitement[6] ;

- dans l’exemple de Heisenberg illustrant la non-localité, deux photo-compteurs A et B reçoivent les faisceaux d’un séparateur S. Si alors un « agent » augmente ou diminue à volonté le nombre de photons captés en A par unité de temps, le nombre de photons captés en B sera corrélé inversement. Ceci équivaut à une transmission supra-lumineuse violant l’interdit de Shimony selon lequel « la non-localité est une passion, non une action à distance » : l’observation est passive, la psychocinèse active. Mais on pourrait avoir une transmission supra-lumineuse si l’on « plie » le faisceau SA au moyen de miroirs. Ainsi, l'invariance de Lorentz et la symétrie CPT de la mécanique quantique relativiste, avec en corollaire l’invariance topologique sous l’échange codage-décodage, « rationaliserait le paranormal », et permettrait psychocinèse, télépathie, précognition. »[6].

## Œuvres

### Physique
- La théorie de la relativité restreinte, Paris, Masson, 1949 (présentation en ligne)
- Théorie synthétique de la relativité restreinte et des quanta, Gauthier-Villars, 1957.
- La Notion de temps, équivalence avec l'espace, Hermann, 1963, Librairie philosophique Vrin, 2e édition 1983.
- Le Second Principe de la science du temps, entropie, information, irréversibilité, éditions du Seuil, 1963.
- Précis de relativité restreinte, éd. Dunod, 1964
- (en) Olivier Costa de Beauregard (trad. Banesh Hoffmann), Précis of special relativity, New York, Academic Press, 1966 (présentation en ligne)
- Précis de mécanique quantique relativiste, ed. Dunod, 1967
- Il 2° principio della scienza del tempo, entropia, informazione, irreversibilita, Milan, éd. Franco Angeli, 1983
- Time, the physical magnitude, Reidel Publishing Cy, 1987
- Le Temps déployé, passé, futur, ailleurs, éditions du Rocher, 1988.
- Irreversibilita, Entropia, Informazione : il secondo principio della scienza del tempo, Rome, Di Renzo ed., 1994
- Le Corps subtil du réel éclaté, Aubin éditeur, 1995
- Il corpo sottile dell’evanescente realta, Rome, Di Renzo ed., 1995
- Le Temps des physiciens : La Notion de temps et Le Second principe de la science du temps, Rééd., Aubin, 1996

### Parapsychologie
- La Physique moderne et les pouvoirs de l'esprit, éd. Le Hameau, 1980, rééd. 1988